# Pumphouse Lake
Der Pumphouse Lake (englisch für Pumpenhaussee) ist der südlichste der drei Seen im Three Lakes Valley von Signy Island im Archipel der Südlichen Orkneyinseln. 
Der British Antarctic Survey nahm 1973 Vermessungen vor. Das UK Antarctic Place-Names Committee benannte den See 1974 nach einem von Walfängern am Ostufer errichteten und inzwischen aufgegebenem Pumpenhaus zur Frischwasserversorgung.